# Nyírderzs
Nyírderzs là một thị trấn thuộc hạt Szabolcs-Szatmár-Bereg, Hungary. Thị trấn này có diện tích 17,01 km², dân số năm 2010 là 598 người, mật độ 35 người/km².